# رابرت لاو تیلور
رابرت لاو تیلور (به انگلیسی: Robert Love Taylor) سناتور سابق عضو حزب دموکرات ایالات متحده آمریکا بود. وی در سال ۱۹۰۷ تا ۱۹۱۲ میلادی سناتور ایالت تنسی در سنای ایالات متحده آمریکا بود.